# Desmos pedunculosus
Desmos pedunculosus là loài thực vật có hoa thuộc họ Na. Loài này được (A.DC.) Bân mô tả khoa học đầu tiên năm 1974.